# 茂木圭次郎
茂木 圭次郎（もぎ けいじろう、1995年10月21日- ）は東京都武蔵野市出身の陸上競技選手。専門は長距離走。武蔵野市立第四中学校、拓殖大学第一高等学校卒業。旭化成陸上部所属。2018年・2020年・2025年の3度、ニューイヤー駅伝優勝メンバーに名を連ねている。

## 経歴・人物

### 旭化成入社以前
- 東京都武蔵野市出身。中学校入学当初はバスケットボール部に所属。中学2年生の時に創部された陸上部に移り、陸上を始める[1]。
- 中学卒業後は東京都内の拓殖大学第一高等学校に進学。高校最終シーズンとなる2013年には、青梅マラソン高校男子の部(10km)・東京都高校総体男子5000mで優勝、東京都高校駅伝1区(10km)で区間賞獲得するなど都内のナンバーワン選手として活躍[2][3]。しかし、3年間で唯一インターハイに出場した高校3年時の男子5000mでは予選落ち[4]。また茂木の在学中、拓殖大学第一高校は全国高校駅伝に出場できなかったこともあり、全国的には無名の選手であった。

### 実業団1年目
- 2020年に地元東京で開催予定のオリンピックにマラソン日本代表として出場するという目標を持ち、箱根駅伝常連の大学からの勧誘を断り、マラソン日本代表を多数輩出してきた名門旭化成陸上部に入部する[5]。宮崎県延岡市に本拠地を構える旭化成陸上部の高卒入部者は、ほとんどが九州の高校の卒業生であり、東京都からの高卒での入部者は史上初めてであった[6]。
- 2014年11月に開催された九州実業団毎日駅伝ではオープン参加の実業団混成チームから1区に出走。区間5位の好走で旭化成チームの選手に先着した[7]。その功績から翌2015年元日開催のニューイヤー駅伝では、高卒1年目ながらメンバーに大抜擢され、その上、主要区間のひとつである5区を担当した。(区間14位)

### 実業団2年目
- 2015年5月、旭化成陸上部の本拠地である宮崎県延岡市で開催される記録会・ゴールデンゲームズinのべおかでは5000mD組に出場し、組トップでゴール。13分44秒64という記録をマークし、それまでの自己ベストを30秒以上更新。翌月開催の第99回日本陸上競技選手権の参加標準記録を突破し、この年4月に入社した村山謙太・村山紘太兄弟(それぞれこの大会10000m・5000mで同年8月開催の世界陸上参加標準記録を突破)らととも旭化成陸上部の地元延岡を盛り上げた[8]。
- 2015年9月、全日本実業団対抗陸上競技選手権大会では、ジュニア種目に出場可能な年齢ながら、一般男子5000mに出場。13分45秒79という記録で走り、日本人全選手中2番目の高成績となる7位入賞を果たした。また、日本人1位となった富士通の中村匠吾とはわずか0.21秒差の記録であった[9]。
- 2015年の九州実業団毎日駅伝では前年実業団混成チームとして出走した1区に旭化成チームとして出走。序盤から主導権を握り2位以下を寄せ付けない圧巻の走りで区間賞を獲得。茂木の快走で流れをつかんだ旭化成はその後ゴールまで全区間で1度も先頭を譲ることなく3年ぶりの優勝を果たした[10]。
- 2015年11月の熊本甲佐10マイル公認ロードレース大会では、ゴール直前まで旭化成の同僚である村山謙太と優勝を争い、共に日本歴代9位タイとなる46分08秒という記録でゴール。秒差はなかったが最終的に村山との競り合いに勝ち優勝を果たした[11]。この年の8月に開催された世界陸上北京の10000m日本代表である村山、マラソン日本代表であるトヨタ自動車九州の今井正人[12]らを抑えての優勝であった。
- 2016年元日のニューイヤー駅伝では前年と同じく5区を担当。4区村山謙太から10位でタスキを受け取ると2人を抜き、入賞ラインの8位まで順位を上げて6区丸山文裕にタスキをつないだ。(区間5位)
- 2016年1月、全国都道府県対抗駅伝では故郷である東京都チームの7区を担当。チームが優勝争いに絡むことはなかったが茂木は11人抜きの好走を見せ、旭化成の同僚でもある10000m日本記録保持者の村山紘太(宮城県)、同駅伝で全選手中最多5度の区間賞獲得経験を持つ佐藤悠基(静岡県)をはじめとする有力選手を抑え区間賞を獲得。その活躍から優秀選手賞も受賞した[13]。
- 2016年2月の香川丸亀国際ハーフマラソンでは1時間00分54秒という日本歴代6位（当時）の好記録で日本人トップの3位入賞を果たした[14]。また、翌月開催の世界ハーフマラソン選手権大会日本代表に内定した。

### 実業団3年目・4年目
- 2016年6月の第100回日本陸上競技選手権では10000mに出場し5位入賞するなど、実業団2年目の好調を維持。しかし、その後2016年秋にアキレス腱を故障。2017年元日のニューイヤー駅伝では入社以来初めて同駅伝メンバーを外れたが、旭化成は18年ぶり最多22度目の優勝を果たした[15]。
- 2018年元日のニューイヤー駅伝では2年ぶりに同駅伝に出場し1区を担当。前年に放送されたテレビドラマ『陸王』で俳優竹内涼真が演じたマラソンランナー茂木裕人と同じ名字であることが話題になった[16]。茂木が先頭と10秒差の9位でタスキをつなぐと、2区を担当したチーム初の外国人選手アブラハム・キャプシスが先頭に立ち、最終区まで先頭をキープ。チームは二連覇を果たし、優勝回数を23回に伸ばした[17]。

## 自己記録
| 種目           | 記録          | 年     | 場所   | 備考              |
| -------------- | ------------- | ------ | ------ | ----------------- |
| 1500m          | 3分53秒79     | 2015年 | 宮崎   |                   |
| 3000m          | 7分52秒47     | 2021年 | 世田谷 |                   |
| 5000m          | 13分31秒08    | 2021年 | 新宿   |                   |
| 10000m         | 27分44秒17    | 2021年 | 八王子 |                   |
| 10マイル       | 46分08秒      | 2015年 | 甲佐   | 日本歴代9位(当時) |
| ハーフマラソン | 1時間00分33秒 | 2023年 | 山口   |                   |
| マラソン       | 2時間11分25秒 | 2024年 | 大阪   |                   |

## 主な戦績
| 年   | 大会                                         | 種目(区間)           | 順位   | 記録          | 備考                            |
| ---- | -------------------------------------------- | -------------------- | ------ | ------------- | ------------------------------- |
| 2014 | 第62回全日本実業団対抗陸上競技選手権大会     | ジュニア5000m        | 3位    | 14分25秒09    |                                 |
| 2015 | 第26回ゴールデンゲームズinのべおか           | 5000m                | D組1位 | 13分44秒64    |                                 |
| 2015 | 第99回日本陸上競技選手権大会                 | 5000m                | 31位   | 13分58秒24    |                                 |
| 2015 | 第63回全日本実業団対抗陸上競技選手権大会     | 5000m                | 7位    | 13分45秒79    | 日本人2位                       |
| 2015 | 第40回熊本甲佐10マイル公認ロードレース大会   | 10マイルロードレース | 優勝   | 46分08秒      | 日本歴代9位(当時)               |
| 2016 | 第21回天皇盃全国都道府県対抗男子駅伝競走大会 | 7区(13.0km)          | 区間賞 | 37分56秒      | 東京都チームより出場            |
| 2016 | 第70回香川丸亀国際ハーフマラソン             | ハーフマラソン       | 3位    | 1時間00分54秒 | 日本人1位・ 日本歴代6位（当時） |
| 2016 | 日本陸上競技選手権大会クロスカントリー競走   | 12km                 | 3位    | 36分15秒      |                                 |
| 2016 | 第22回世界ハーフマラソン選手権大会           | ハーフマラソン       | 29位   | 1時間04分19秒 | 団体5位                         |
| 2016 | 第100回日本陸上競技選手権大会                | 10000m               | 5位    | 28分25秒52    |                                 |
| 2017 | 第101回日本陸上競技選手権大会                | 10000m               | 17位   | 29分11秒56    |                                 |
| 2018 | 第102回日本陸上競技選手権大会                | 5000m                | 19位   | 14分46秒30    |                                 |
| 2019 | 第68回別府大分毎日マラソン                   | マラソン             | DNF    | 記録なし      | 初マラソン                      |
| 2019 | 第103回日本陸上競技選手権大会                | 5000m                | 4位    | 13分46秒39    |                                 |
| 2019 | 第103回日本陸上競技選手権大会                | 10000m               | 7位    | 28分44秒22    |                                 |
| 2019 | 第67回全日本実業団対抗陸上競技選手権大会     | 5000m                | 9位    | 13分42秒71    | 日本人1位                       |
| 2019 | 2019八王子ロングディスタンス                 | 10000m               | A組1位 | 28分06秒51    | 全組中日本人1位                 |
| 2020 | 第104回日本陸上競技選手権大会                | 10000m               | 14位   | 27分57秒36    |                                 |
| 2021 | 第105回日本陸上競技選手権大会                | 5000m                | 24位   | 14分06秒34    |                                 |
| 2021 | 第105回日本陸上競技選手権大会                | 10000m               | 5位    | 28分01秒32    |                                 |
| 2022 | 第106回日本陸上競技選手権大会                | 5000m                | 26位   | 14分14秒63    |                                 |
| 2022 | 第106回日本陸上競技選手権大会                | 10000m               | 12位   | 28分08秒71    |                                 |

### 実業団駅伝戦績
| 年度                    | 大会                               | 区間        | 区間順位 | 記録          | 総合順位                  |
| ----------------------- | ---------------------------------- | ----------- | -------- | ------------- | ------------------------- |
| 2014年度 （入社1年目）  | 第51回九州実業団対抗毎日駅伝大会   | 1区(13.4km) | 区間5位  | 40分37秒      | ※実業団混成チームより出走 |
| 2014年度 （入社1年目）  | 第59回全日本実業団対抗駅伝競走大会 | 5区(15.8km) | 区間14位 | 48分48秒      | 旭化成10位                |
| 2015年度 （入社2年目）  | 第52回九州実業団対抗毎日駅伝大会   | 1区(13.4km) | 区間賞   | 39分10秒      | 旭化成優勝                |
| 2015年度 （入社2年目）  | 第60回全日本実業団対抗駅伝競走大会 | 5区(15.8km) | 区間5位  | 47分55秒      | 旭化成7位                 |
| 2016年度 （入社3年目）  | 第53回九州実業団対抗毎日駅伝大会   | 出走なし    | 出走なし | 出走なし      | 旭化成2位                 |
| 2016年度 （入社3年目）  | 第61回全日本実業団対抗駅伝競走大会 | 出走なし    | 出走なし | 出走なし      | 旭化成優勝                |
| 2017年度 （入社4年目）  | 第54回九州実業団対抗毎日駅伝大会   | 3区(13.0km) | 区間賞   | 37分14秒      | ※旭化成Bチームより出走    |
| 2017年度 （入社4年目）  | 第62回全日本実業団対抗駅伝競走大会 | 1区(12.3km) | 区間9位  | 35分05秒      | 旭化成優勝                |
| 2018年度 （入社5年目）  | 第55回九州実業団対抗毎日駅伝大会   | 3区(10.9km) | 区間5位  | 37分20秒      | ※実業団混成チームより出走 |
| 2018年度 （入社5年目）  | 第63回全日本実業団対抗駅伝競走大会 | 出走なし    | 出走なし | 出走なし      | 旭化成優勝                |
| 2019年度 （入社6年目）  | 第56回九州実業団対抗毎日駅伝大会   | 1区(12.9km) | 区間2位  | 36分56秒      | 旭化成優勝                |
| 2019年度 （入社6年目）  | 第64回全日本実業団対抗駅伝競走大会 | 1区(12.3km) | 区間2位  | 34分39秒      | 旭化成優勝                |
| 2020年度 (入社7年目)    | 第57回九州実業団対抗毎日駅伝大会   | 1区(12.9km) | 区間賞   | 36分55秒      | 旭化成優勝                |
| 2020年度 (入社7年目)    | 第65回全日本実業団対抗駅伝競走大会 | 1区(12.3km) | 区間2位  | 35分29秒      | 旭化成3位                 |
| 2021年度 (入社8年目)    | 第58回九州実業団対抗毎日駅伝大会   | 4区(9.5km)  | 区間賞   | 27分07秒      | 旭化成優勝                |
| 2021年度 (入社8年目)    | 第66回全日本実業団対抗駅伝競走大会 | 1区(12.3km) | 区間4位  | 34分45秒      | 旭化成3位                 |
| 2022年度 (入社9年目)    | 第59回九州実業団対抗毎日駅伝大会   | 4区(9.5km)  | 区間6位  | 28分03秒      | 旭化成5位                 |
| 2022年度 (入社9年目)    | 第67回全日本実業団対抗駅伝競走大会 | 1区(12.3km) | 区間15位 | 35分44秒      | 旭化成16位                |
| 2023年度 （入社10年目） | 第60回九州実業団対抗毎日駅伝大会   | 出走なし    | 出走なし | 出走なし      | 旭化成2位                 |
| 2023年度 （入社10年目） | 第68回全日本実業団対抗駅伝競走大会 | 出走なし    | 出走なし | 出走なし      | 旭化成3位                 |
| 2024年度 (入社11年目)   | 第61回九州実業団対抗毎日駅伝大会   | 2区(18.3km) | 区間2位  | 53分54秒      | 旭化成優勝                |
| 2024年度 (入社11年目)   | 第67回全日本実業団対抗駅伝競走大会 | 2区(21.9km) | 区間6位  | 1時間02分34秒 | 旭化成優勝                |